# Người lạ hoàn hảo
Perfect Strangers (tiếng Ý: Perfetti sconosciuti) là một bộ phim tâm lý-hài tiếng Italia, do Paolo Genovese đạo diễn. Bộ phim được chiếu ra mắt ở Italia vào ngày 11/02/2016.
Bộ phim đạt được thành công cả về mặt thương mại và nghệ thuật. Bộ phim đã chiến thắng hạng mục Phim xuất sắc nhất ở giải David di Donatello và thu được hơn 16 triệu Euro ở riêng Italia.
Tính đến tháng 07/2019, sách kỷ lục Guinness công nhận đây là bộ phim được làm lại nhiều nhất trên thế giới.
Ở Việt Nam, ngoài phiên bản tiếng Việt (phát hành năm 2020) mang tên Tiệc Trăng Máu, thì trước đó có phát hành phiên bản tiếng Hàn Intimate Strangers (Người quen xa lạ)

## Nội dung
Bộ phim kể về một cuộc gặp mặt của một nhóm bạn thân ở nhà đôi vợ chồng Eva và Rocco. Trong bữa tiệc, họ cùng nhau chơi một trò chơi là mỗi người-cho đến cuối bữa tiệc-nếu nhận được tin nhắn thì phải công khai cho những người còn lại. Từ đây, những tình huống éo le, kịch tính và hài hước bắt đầu nảy sinh.

## Diễn viên
- Giuseppe Battiston vai Peppe
- Anna Foglietta vai Carlotta
- Marco Giallini vai Rocco
- Edoardo Leo vai Cosimo
- Valerio Mastandrea vai Lele
- Alba Rohrwacher vai Bianca
- Kasia Smutniak vai Eva
- Benedetta Porcaroli vai Sofia

## Đón nhận và giải thưởng
Bộ phim thu được 3.7 triệu USD trong tuần đầu ra mắt ở Italia, là bộ phim đạt doanh thu cao nhất ở Italia thời điểm đó.
Trên Rotten Tomatoes, bộ phim nhận được 77% điểm tích cực từ 13 nhà phê bình.

### Các giải thưởng
| Năm  | Giải thưởng                         | Hạng mục                                  | Người nhận đề cử                                                                | Kết quả   |
| ---- | ----------------------------------- | ----------------------------------------- | ------------------------------------------------------------------------------- | --------- |
| 2016 | David di Donatello                  | Phim hay nhất                             | Paolo Genovese                                                                  | Đoạt giải |
| 2016 | David di Donatello                  | Đạo diễn xuất sắc nhất                    | Paolo Genovese                                                                  | Đề cử     |
| 2016 | David di Donatello                  | Kịch bản xuất sắc nhất                    | Paolo Genovese, Filippo Bologna, Paolo Costella, Paola Mammini, Rolando Ravello | Đoạt giải |
| 2016 | David di Donatello                  | Nữ diễn viên xuất sắc nhất                | Anna Foglietta                                                                  | Đề cử     |
| 2016 | David di Donatello                  | Nam diễn viên xuất sắc nhất               | Marco Giallini                                                                  | Đề cử     |
| 2016 | David di Donatello                  | Nam diễn viên xuất sắc nhất               | Valerio Mastandrea                                                              | Đề cử     |
| 2016 | David di Donatello                  | Bài hát gốc hay nhất                      | Perfetti sconosciuti by Bungaro, Cesare Chiodo and Fiorella Mannoia             | Đề cử     |
| 2016 | David di Donatello                  | Biên tập xuất sắc nhất                    | Consuelo Catucci                                                                | Đề cử     |
| 2016 | David di Donatello                  | Âm thanh hay nhất                         | Umberto Montesanti                                                              | Đề cử     |
| 2016 | Bari International Film Festival    | Kịch bản xuất sắc nhất                    | Paolo Genovese                                                                  | Đoạt giải |
| 2016 | Tribeca Film Festival               | Kịch bản xuất sắc nhất                    | Paolo Genovese, Filippo Bologna, Paolo Costella, Paola Mammini, Rolando Ravello | Đoạt giải |
| 2017 | Vilnius International Film Festival | Bộ phim được khán giả đón nhận nhiều nhất | Paolo Genovese                                                                  | Đoạt giải |

## Các bản làm lại
- 2016-Bản tiếng Hy Lạp: Τέλειοι Ξένοι (Teleioi Xenoi)
- 2017-Bản tiếng Tây Ban Nha (Tây Ban Nha làm): Perfectos desconocidos
- 2018-Bản tiếng Thổ Nhĩ Kỳ: Stranger in My Pocket  (Cebimdeki Yabancı)
- 2018-Bản tiếng Pháp: Nothing to Hide (Le Jeu, lit. 'The Game')
- 2018-Bản tiếng Ấn Độ (không chính thức): Loudspeaker
- 2018-Bản tiếng Hàn Quốc: Intimate Strangers, được phát hành ở Việt Nam với cái tên Người quen xa lạ.
- 2018-Bản tiếng Hungary: BÚÉK
- 2018-Bản tiếng Tây Ban Nha (Mexico làm): Perfectos desconocidos
- 2018-Bản tiếng Trung Quốc:  Kill Mobile
- 2019-Bản tiếng Nga: Loud Connection
- 2019-Bản tiếng Ba Lan: (Nie)znajomi
- 2019-Bản tiếng Đức: Das perfekte Geheimnis
- 2019-Bản tiếng Armenia: Unknown Subscriber
- 2020-Bản tiếng Việt: Tiệc Trăng Máu (Blood Moon Party)
- 2020-Bản tiếng Slovak (Czech làm): Známi neznámi
- 2021-Bản tiếng Nhật: Otona no Jijō: Sumaho o Nozoitara (おとなの事情 スマホをのぞいたら)

Ngoài ra còn nhiều quốc gia cũng đã lên kế hoạch làm lại bộ phim này.

## Tiệc trăng máu
Tiệc trăng máu là bộ phim phiên bản tiếng Việt của Perfect Strangers do Nguyễn Quang Dũng đạo diễn. Phát hành ngày 23/10/2020. Bộ phim có sự tham gia của các diễn viên Hồng Ánh, Hứa Vĩ Văn, Thái Hòa, Kiều Minh Tuấn, Thu Trang, Đức Thịnh và Kaity Nguyễn